# Kaalkopkiekendief
De kaalkopkiekendief (Polyboroides typus) is een roofvogel uit de familie havikachtigen (Accipitridae). De vogel is niet nauw verwant aan de kiekendieven. De kaalkopkiekendief komt voor in Afrika ten zuiden van de Sahara.

## Kenmerken
De kaalkopkiekendief is 60-66 cm lang. Het is een vrij slanke, overwegend grijze roofvogel met lange ronde vleugels en een vrij lange staart. De huid van de voorkant van de kop is kaal en geel gekleurd. De veren achter op de kop vormen een kuifje. Hiermee heeft deze vogel het uiterlijk van een gier. Het vliegbeeld van deze vogel is opvallend. De hand- en armpennen zijn zwart evenals de staart waarover een brede witte streep loopt en ook een witte, maar veel smallere eindrand. De ondervleugeldekveren zijn grijs, net als de rug, kop en borst. De onderkant van de borst en de buik is fijn dwarsgestreept. Onvolwassen vogels zijn overwegend bruin gekleurd.

## Leefwijze
De kaalkopkiekendief is een omnivoor die naast dierlijk voedsel ook de noten van de wilde oliepalm eet. Daarnaast heeft de vogel een aantal verschillende jachttechnieken. De vogel heeft lange poten en daarmee kan hij vogels en zoogdieren die in holen leven of broeden te pakken krijgen. Hij kan daarbij ook diepe gaten in zachte grond maken door te krabben.
De kaalkopkiekendief lijkt qua gedrag (ecologisch gezien) sterk op de in Zuid-Amerika voorkomende langpootkiekendief. Maar ook daarmee bestaat geen fylogenetische verwantschap. Dit wordt gezien als voorbeeld van convergente evolutie.

## Verspreiding en leefgebied
De kaalkopkiekendief komt voor in een groot gedeelte van Afrika ten zuiden van de Sahara. Het is een algemeen voorkomende vogel is half open, bebost gebied zoals bossavanne, maar ook in agrarisch gebied met bomen.
De soort telt 2 ondersoorten:
- P. t. typus: van Soedan tot Oost-Afrika, zuidelijk tot Angola en Zuid-Afrika.
- P. t. pectoralis: van Senegal en Gambia tot Gabon en Congo-Kinshasa.

## Status
De kaalkopkiekendief heeft een enorm groot verspreidingsgebied en daardoor alleen al is de kans op de status kwetsbaar (voor uitsterven) uiterst gering. De grootte van de populatie is niet gekwantificeerd. Er is geen aanleiding te veronderstellen dat de soort in aantal achteruit gaat. Om deze redenen staat de kaalkopkiekendief als niet bedreigd op de Rode Lijst van de IUCN.

## Foto's

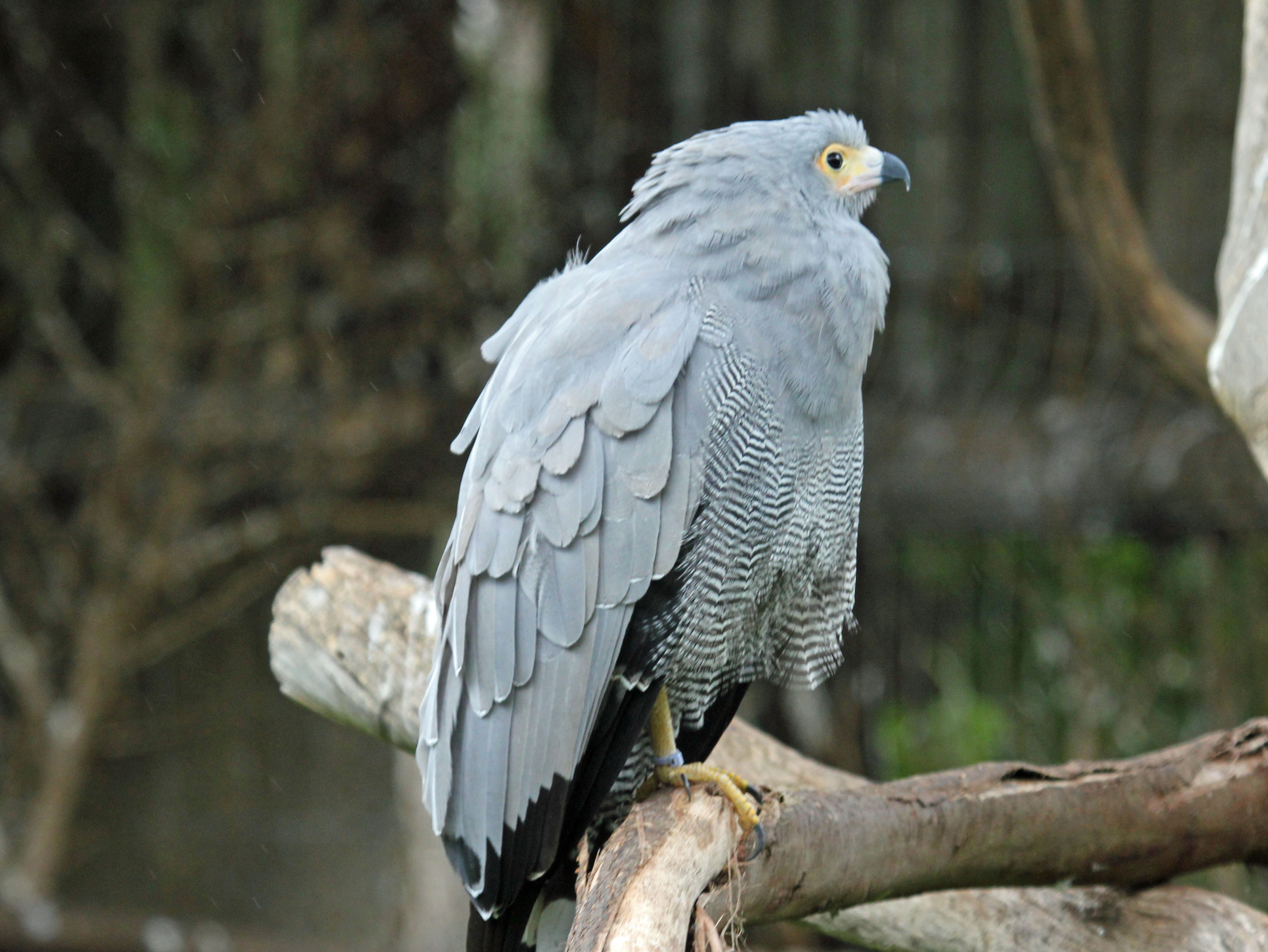
Volwassen vogel
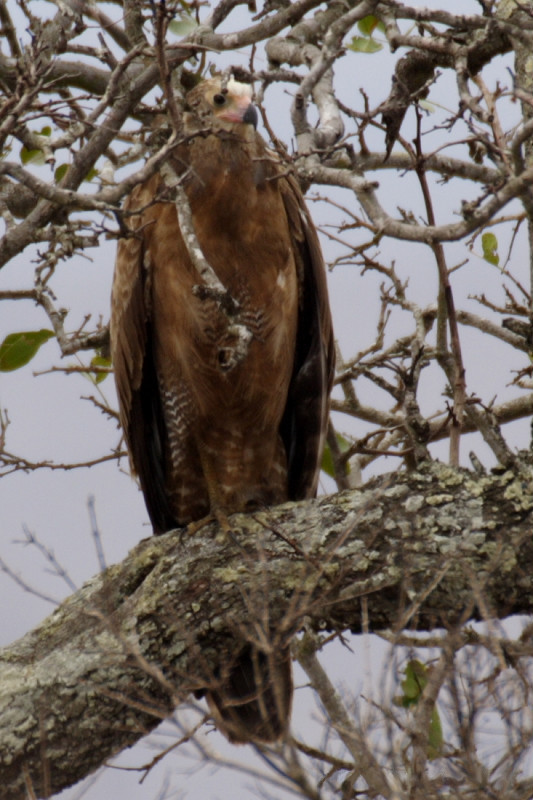
Onvolwassen
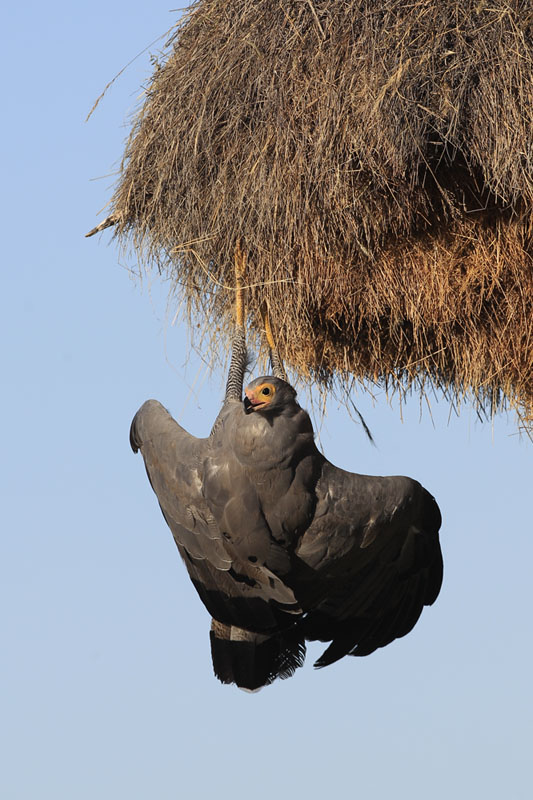
Plundert nest van wevervogel